# Pastilha de freio

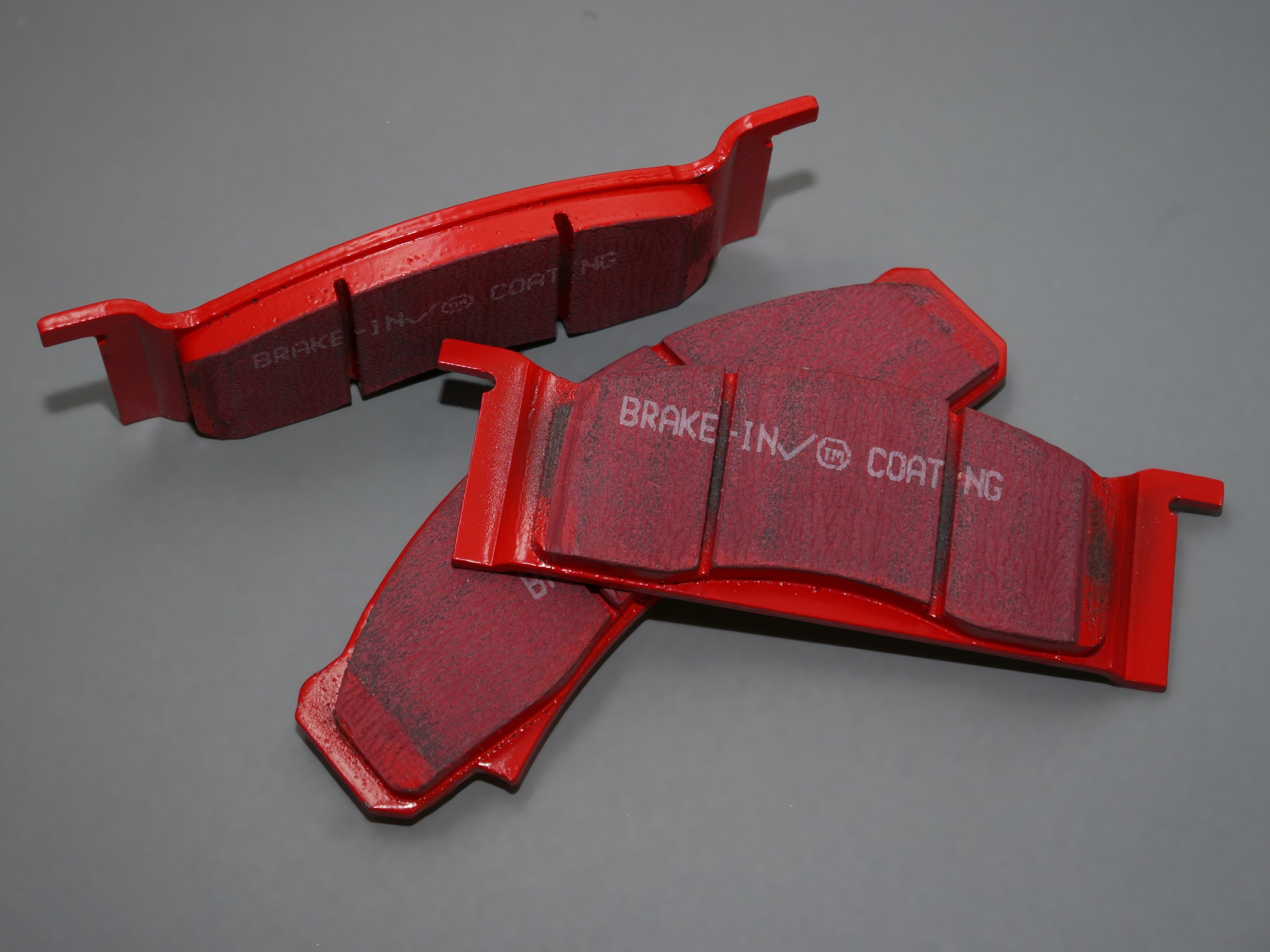
Um conjunto de pastilhas de freio de alta performance

Pastilhas de freio é um dos principais componentes de um sistema de freio a disco, utilizado em automóveis, bicicletas e sistemas industriais. A pastilha de freio atua principalmente por meio da fricção contra o aço do disco de freio, que em contato giratório com as pastilhas, efetua a diminuição do giro.

## Funcionalidade
As pastilhas convertem a energia cinética do carro para energia térmica através do atrito. Usadas em pares, as pastilhas ficam alojadas dentro da pinça de freio, que é acionada geralmente por sistema hidráulico gerado através de sistema de alavanca que impulsiona o burrinho. Outros sistemas podem fazer utilização das pastilhas, como acionamento mecânico e acionamento pneumático. Uma das grandes vantagens desse sistema é que a pastilha é à prova de água, mantendo sua performance, além de contar com melhor controle na diminuição da velocidade.